# Rákosvölgy
Rákosvölgy (1910 előtt Racsic, szlovákul Račice) Rákosvölgyudvarnok településrésze. 1960-ig önálló falu Szlovákiában, a Trencséni kerületben, a Privigyei járásban.

## Fekvése
Privigyétől 17 km-re délnyugatra, a Nyitrica-patak bal partján fekszik. Rákosvölgyudvarnok keleti részét alkotja.

## Története
Rákosvölgyet 1113-ban „Radsciz” alakban a zobori apátság birtokainak határleírásában említik először. A 15. századtól a szkacsányi uradalomhoz tartozott. 1553-ban malom, valamint 12 és fél porta állt a faluban. Lakói a 18. századig sáfrányt termesztettek. 1715-ben szőlőskerttel és 47 háztartással rendelkezett. 1777-től a nyitrai káptalan birtokában állt. 1778-ban 73 jobbágy és 19 zsellér háztartása volt 710 lakossal.
A 18. század végén Vályi András így ír róla: „RACSICZ. Tót falu Nyitra Vármegyében, földes Ura a’ Nyitrai Káptalanbéli Uraság, lakosai katolikusok, fekszik Felső Vesztenicznek szomszédságában, mellynek filiája; határja közép termékenységű, fája van mind a’ kétféle, jó hagymát termesztenek lakosai, legelője elég, piatza Oszlányon, és Bánon, első osztálybéli.”
1828-ban 82 házában 573 lakos élt. Lakói mezőgazdasággal, gyümölcstermesztéssel foglalkoztak.
Fényes Elek 1851-ben kiadott geográfiai szótárában így ír a faluról: „Racsics, tót falu, Nyitra vmegyében, Vesztenicz filial, 573 kath. lak. F. u. a nyitrai káptalan. Ut. post. Nyitra-Zsámbokrét.”
1880-ban 434 lakosából 423 szlovák anyanyelvű volt. 1890-ben 513 lakosából 1 magyar és 511 szlovák anyanyelvű volt.
Borovszky Samu monográfiasorozatának Nyitra vármegyét tárgyaló része szerint: „Racsicz, a Belanka-völgyében fekvő tót falu, Dvornik mellett, 513 r. kath. vallásu lakossal. Postája Dvornik, táviró- és vasúti állomása Nagy-Bélicz. Lakosainak nagy része gyümölcstermeléssel és gyümölcskereskedéssel foglalkozik. A XII. század elején nyitrai várbirtok volt. Később az Eszterházy család volt a földesura, azután a nyitrai káptalan, melynek itt ma is nagy kiterjedésü erdőbirtoka van.”
1900-ban 541-en lakták, ebből 3 magyar és 531 szlovák anyanyelvű. 1910-ben 550-en lakták: 11 magyar és 528 szlovák anyanyelvű. A trianoni diktátumig Nyitra vármegye Nyitrazsámbokréti járásához tartozott.
1921-ben 565-en lakták: 3 magyar és 549 csehszlovák. 1930-ban 582 lakosából 575 csehszlovák, 6 zsidó és 1 állampolgárság nélküli volt. Kőbányája az 1930-as években nyílt. 1960-ban Bélaudvarnokkal egyesült, Rákosvölgyudvarnok néven.

## Lásd még
- Rákosvölgyudvarnok
- Bélaudvarnok